# Theodora Llewelyn Davies
Theodora Llewelyn Davies (18 avril 1898 - 21 décembre 1988) est une avocate britannique et militante pour la réforme pénale. Elle est la première femme à demander son admission à l'Inner Temple au sein de la profession juridique britannique en 1920 et l'une des premières à être admise en novembre 1922.

## Jeunesse et éducation
Theodora Llewelyn Davies est née à Birkenhead le 18 avril 1898 de Maurice Llewelyn Davies et May Roberts. Elle est l'un des trois enfants avec son frère Roland et sa sœur Mary. Sa mère est morte en couches quand elle a quatre ans. Llewelyn Davies est élevée par son père et la sœur de sa mère, Nellie. Elle vient d'une famille illustre. La sœur de son père est Margaret Llewelyn Davies et son frère est Arthur Llewelyn Davies. Sa grand-tante Emily Davies est la fondatrice du Girton College de Cambridge, le premier collège pour femmes. Son grand-père est le Rév. John Llewelyn Davies, recteur de Christ Church, Marylebone, qui est un ardent défenseur de l'éducation des femmes. Llewelyn Davies fréquente le Birkenhead High School avant de rejoindre la St. Paul's Girls 'School à Londres. Elle étudie le droit à l'Université de Londres pendant un an en 1916 lorsque la Première Guerre mondiale créé une capacité d'accueil parce que de nombreux étudiants sont partis combattre. En 1917, elle va au Girton College. Son frère Roland décède en octobre 1918 en France ,,,,.

## Carrière
Pendant que Llewelyn Davies est à l'université, la loi sur la disqualification sexuelle (suppression) commence à être examinée par les chambres du parlement, ce qui permettrait aux femmes plus d'égalité avec les hommes dans la profession juridique. Elles devaient pouvoir faire partie de jurys, être magistrates et avoués et éventuellement être admises au Barreau. L'Inner Temple ne voulant pas être légalement obligé d'autoriser les femmes à s'inscrire, ouvre le barreau volontairement avant le vote de la loi. Llewelyn Davies est la première femme à postuler, le 9 janvier 1920 et est finalement admise en novembre 1922. Le 26 janvier, Llewelyn Davies est rejointe par Ivy Williams qui a un dossier exceptionnel dans son université et a ainsi pu couper à travers certains processus et est admise au barreau le 10 mai 1922 tandis que Llewelyn Davies doit attendre le 17 novembre 1922 ,,,,,,.
Lors de son premier dîner à l'Inner Temple, sa sœur l'accompagne jusqu'à la porte tandis que le gardien de la salle s'assure qu'elle n'est pas harcelée par des journalistes et qu'elle obtienne une place qu'elle pouvait gérer avec ses longues jupes. Il n'y avait pas de toilettes pour les femmes dans l'établissement, alors Llewelyn Davies reçoit une clé de la Benchers House qui a un vestiaire pour les femmes invitées lors d'événements sociaux. Son oncle Arthur Llewelyn Davies a été membre de l'Inner Temple. Ses cousins Sir Malcolm Macnaghten et Theo Mathew, mieux connu sous le nom d'écrivain « O », ont suivi sa formation dans les chambres. Elle y travaille pendant sept ans, prenant en charge des mémoires de quai, assistant à des assises et à des travaux écrits .
En 1926, Llewelyn Davies devient conseillère juridique honoraire de la Women's Engineering Society. Le septième rapport annuel de l'organisation, rédigé par Caroline Haslett, note: "À plus d'une occasion au cours de l'année… [elle] nous a fait bénéficier de ses conseils, et nos chaleureux remerciements lui sont dus pour son aide bienveillante et pratique" . À sa démission, Llewelyn Davies est remplacée par Helena Normanton .

## Dernières années
Llewelyn Davies épouse Roy Calvert le 28 juin 1929 à Amersham et ils ont deux filles. Tous deux s'intéressent à la réforme pénale et à l'abolition de la peine de mort. Ils sont membres du comité exécutif de la Howard League for Penal Reform où ils se sont rencontrés. Le couple visite des établissements pénitentiaires américains et assiste au 59e congrès annuel de l'American Prison Association. Le couple écrit The Lawbreaker – a Critical Study of the Modern Treatment of Crime. Son mari est décédé en 1933 après une opération de routine. Après sa mort, Llewelyn Davies retourne vivre avec sa sœur et son père. En novembre 1935, Llewelyn Davies est nommée juge de paix de Surrey. Son père est décédé en 1939 et Mary en 1976. Au fil des ans, ils vivent à Londres, dans le Surrey, à Cheltenham et Birmingham ,,,. Llewelyn Davies est décédé en décembre 1988 à l'âge de 90 ans d'une bronchopneumonie à Birmingham ,,.